# Выборы в Собрание депутатов Ненецкого автономного округа (2014)
Выборы в Собрание депутатов Ненецкого автономного округа прошли 14 сентября 2014 года в Единый день голосования . Также был избран губернатор Ненецкого автономного округа.
Срок полномочий Собрания:
- Дата начала — 8 октября 2014 года.
- Дата окончания — избрано сроком на 4 года (до сентября 2018 года).

На выборах Собрания депутатов 11 мандатов распределялись в едином округе (по партийным спискам), ещё 8 – по мажоритарной системе (в одномандатных округах).

### Фракции
| Фракция          | Кол-во депутатов | Процент от общего числа депутатов по партийным спискам на выборах % |
| ---------------- | ---------------- | ------------------------------------------------------------------- |
| Единая Россия    | 13               | 45,6 %                                                              |
| КПРФ             | 3                | 19,2%                                                               |
| ЛДПР             | 1                | 10,7 %                                                              |
| Родина           | 1                | 5,5 %                                                               |
| Гражданская сила | 1                | 5,1 %                                                               |

От «Единой России» по партийным спискам депутатами стали экс-глава Заполярного района  Александр Безумов, Евгений Алексеев — и. о. первого заместителя главы администрации Ненецкого автономного округа Евгений Алексеев, директор «ЛУКОЙЛ-Севернефтегаза» Игорь Шарапов, председатель комитета Собрания депутатов прошлого созыва Александр Лутовинов, начальник Государственной инспекции по надзору за техническим состоянием самоходных машин и других видов техники НАО Сергей Хабаров и директор государственного бюджетного учреждения «Центр поддержки молодёжных инициатив» Даниил Исполинов.
От КПРФ депутатами стали: депутат горсовета Нарьян-Мара Александр Саблин и вице-спикер Собрания депутатов прежнего созыва Александр Белугин,  депутат от ЛДПР — Андрей Смыченков — заместителем начальника Ненецкого регионального управления «Ростехнадзора». Депутат от «Родины» — заместитель генерального директора ОАО «Мясопродукты» Андрей Ружников,  «Гражданскую силу» представляет исполнительный директор некоммерческой организации «Фонд развития города Нарьян-Мара — столицы русской Арктики» Максим Малышев.
Выдвиженцы «Единой России» Татьяна Бадьян — Уполномоченный по правам человека в НАО, Ольга Каменева — советник губернатора Ненецкого округа по социальным вопросам, Наталья Кардакова — председатель Совета Ненецкого Окрпотребсоюза, Виктор Кмить — управляющий делами Администрации Заполярного района, Сергей Коткин — Член Совета Федерации от Собрания депутатов Ненецкого автономного округа, Анатолий Мяндин — Первый заместитель председателя Собрания депутатов НАО созыва 2009—2014 гг. и Валерий Остапчук — генеральный директор Нарьян-Марского авиаотряда победили в семи из восьми одномандатных округов
В одномандатном Печорском округе победу одержал гендиректор ООО «Стройуниверсал» Александр Колыбин, выдвинутый КПРФ.
8 октября 2014 года председателем Собрания депутатов избран Анатолий Васильевич Мяндин.

## Интересные факты
Прохождение партии «Гражданская сила» в Собрание Собрание депутатов Ненецкого автономного округа  освободило партию от сбора подписей на парламентских выборах 2016 года в России